# Burkholderiales
Burkholderiales é uma ordem de bactérias pertencente à classe Betaproteobacteria, do filo Pseudomonadota.  Como todos os membros desse filo são bactérias Gram-negativas. A ordem inclui diversos gêneros com espécies patogênicas, como Burkholderia, Bordetella e Ralstonia. Também fazem parte da ordem os gêneros Oxalobacter e relacionados, conhecidos por utilizarem ácido oxálico como fonte de carbono — uma característica relativamente incomum. 
Outros gêneros bem estudados incluem Alcaligenes, Cupriavidus, Achromobacter, Comamonas, Delftia, Massilia, Duganella, Janthinobacterium, Polynucleobacter (um importante bacterioplâncton de água doce), Paraburkholderia (não patogênico), Caballeronia, Polaromonas, Thiomonas, Collimonas, Hydrogenophaga, Sphaerotilus, Variovorax, Acidovorax, Rubrivivax e Rhodoferax (ambos membros das bactérias roxas não sulfurosas fotossintéticas) e Herbaspirillum (conhecido por sua capacidade de fixação de nitrogênio).